# Roman Kienast
Roman Kienast (ur. 29 marca 1984 w Salzburgu) – austriacki piłkarz grający na pozycji napastnika.

## Kariera klubowa
Kienast urodził się w Salzburgu, ale jego rodzina pochodzi z Wiednia. Ojciec Romana, Wolfgang, był zawodnikiem SV Salzburg, a on sam karierę rozpoczął w klubie ASV Vösendorf. W wieku 14 lat podjął treningi w szkółce piłkarskiej Rapidu Wiedeń. W sezonie 2002/2003 został włączony do kadry pierwszego zespołu i wtedy też zadebiutował w pierwszej lidze austriackiej. Przez pierwsze dwa lata był rezerwowym dla takich zawodników jak Roman Wallner i René Wagner, toteż rozegrał zaledwie 24 spotkania, w których nie zdobył gola. Pół roku spędził w rezerwach Rapidu, a latem 2004 został wypożyczony do Rheindorf Altach, grającego w drugiej lidze. W trakcie sezonu wrócił do Rapidu i zdobył swoje pierwsze 2 gole w ekstraklasie. Został także mistrzem kraju, a jesienią wystąpił w fazie grupowej Ligi Mistrzów.
Na początku 2006 roku Kienast wyjechał do norweskiego Hamarkameratene, do którego trafił na zasadzie wolnego transferu. Na koniec roku spadł z nim jednak z Tippeligaen, ale w drugiej lidze grał tylko rok i swoimi 14 golami przyczynił się do mistrzostwa ligi oraz powrotu drużyny Ham-Kam do ekstraklasy Norwegii. W 2010 roku przeszedł do Sturmu Graz. W 2012 roku został zawodnikiem Austrii Wiedeń. W 2015 wrócił do Sturmu, a w 2017 trafił do FC Wil.

## Kariera reprezentacyjna
W reprezentacji Austrii Kienast zadebiutował 13 października 2007 roku w przegranym 1:3 towarzyskim spotkaniu ze Szwajcarią. Wcześniej występował w reprezentacjach młodzieżowych, a z drużyną narodową U-19 zdobył brązowy medal w 2003 roku na Mistrzostwach Europy U-19 w Liechtensteinie. Pierwszego gola w drużynie Austrii zdobył w maju 2008 roku w sparingu z Nigerią (1:1). W tym samym miesiącu został powołany przez selekcjonera Josefa Hickersbergera do kadry na Euro 2008.